# Юрловский проезд
Ю́рловский проезд — улица в районе Отрадное Северо-Восточного административного округа города Москвы. Проходит от улицы Мусоргского до улицы Римского-Корсакова.

## Название
Проезд получил название 2 июля 1974 года в память о бывшей подмосковной деревне Юрлово (упоминается в писцовой книге 1631 году как «деревня, что было село Юрлово на речке на Черменке». Возникновение названия деревни часто связывают с именем Тимофея Михайловича Юрло (Плещеева), боярского сына, 1470 года рождения). Деревня вошла в состав Москвы в 1960 году.
До Великой Отечественной войны в Москве в районе Крестьянской Заставы существовал Юрловский переулок, названный по домовладельцу XIX века.

## Описание
Проходит на северо-запад от улицы Мусоргского. Справа к проезду примыкает проезд Дежнёва, а слева — Северный бульвар. Улица заканчивается поворачивая на юго-запад и продолжаясь как улица Римского-Корсакова. На правой, чётной стороне проезда находится пойма реки Чермянки и парковая зона, на левой, нечётной стороне — жилая застройка.
С 2018 года действует храм иконы Божьей Матери «Неопалимая Купина».

## Общественный транспорт

### Внеуличный транспорт

#### Станцииметро
- Отрадное
- Бибирево

### Наземный транспорт

#### Автобусы
- 23:  Тимирязевская —  Фонвизинская —  Отрадное — Юрловский проезд — ЖК «Юрлово»
- 134:  Ботанический сад — Юрловский проезд
- 238:  Окружная —  Владыкино —  Отрадное — Юрловский проезд —  Бабушкинская — Станция Лосиноостровская
- 238к: Микрорайон 4 «Д» Отрадного —  Отрадное — Юрловский проезд —  Бабушкинская — Станция Лосиноостровская
- 605: Юрловский проезд —  Отрадное —  Бабушкинская — Платформа Лось
- С6:  Отрадное — Юрловский проезд